# 40463 Frankkameny
40463 Frankkameny è un asteroide della fascia principale. Scoperto nel 1999, presenta un'orbita caratterizzata da un semiasse maggiore pari a 2,7792540 UA e da un'eccentricità di 0,1810463, inclinata di 2,45331° rispetto all'eclittica.
L'asteroide è dedicato all'astronomo e attivista statunitense Frank Kameny.